# Butia
Butia es un género con 19 especies de plantas con flores perteneciente a la familia  de las palmeras (Arecaceae). 

## Distribución
Todas las especies de este género son originarias de Sudamérica. Especialmente de Brasil, Uruguay, Paraguay y Argentina.

## Descripción
Se trata de palmeras con hojas pinnadas de entre 2 y 4 m de largo. El género comprende desde plantas casi sin tallo, que rara vez superan los 40 cm de altura (por ejemplo, B. campicola), hasta los pequeños árboles que alcanzan los 10 m de altura (por ejemplo, B. yatay, que es la más alta del género).
Butia capitata es notable como una de las más rústicas, pudiendo tolerar temperaturas de hasta -10 °C. Está ampliamente cultivada en regiones templadas cálidas.

## Taxonomía
El género fue descrito por Odoardo Beccari y publicado en Agricoltura Coloniale 10: 489. 1916.
Etimología
Butia: nombre genérico que proviene del nombre vernáculo dado en Brasil a los miembros de este género.

## Especies
- Butia archeri
- Butia campicola
- Butia capitata
- Butia catarinensis
- Butia eriospatha
- Butia exilata
- Butia exospadix
- Butia lallemantii
- Butia lepidotispatha
- Butia leptospatha
- Butia marmorii
- Butia matogrossensis
- Butia microspadix
- Butia missionera
- Butia noblickii
- Butia odorata
- Butia paraguayensis
- Butia pubispatha
- Butia purpurascens
- Butia quaraimana
- Butia stolonifera
- Butia witeckii
- Butia yatay
- × Butyagrus nabonnandii; (Butia odorata × Syagrus romanzoffiana)